# Sansevieria canaliculata
Sansevieria canaliculata är en sparrisväxtart som beskrevs av Élie Abel Carrière. Sansevieria canaliculata ingår i släktet bajonettliljor, och familjen sparrisväxter. Inga underarter finns listade i Catalogue of Life.

## Bildgalleri

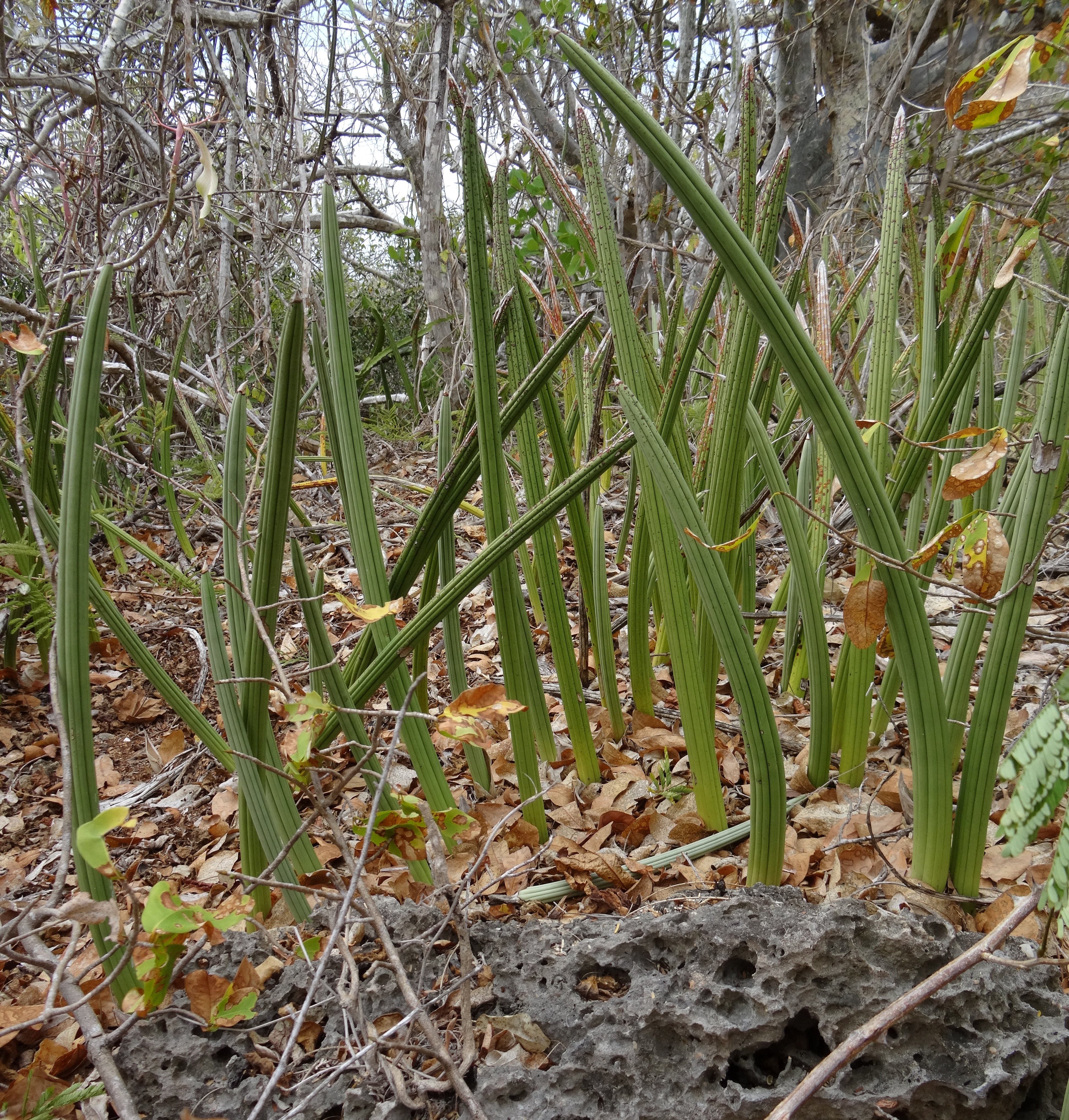
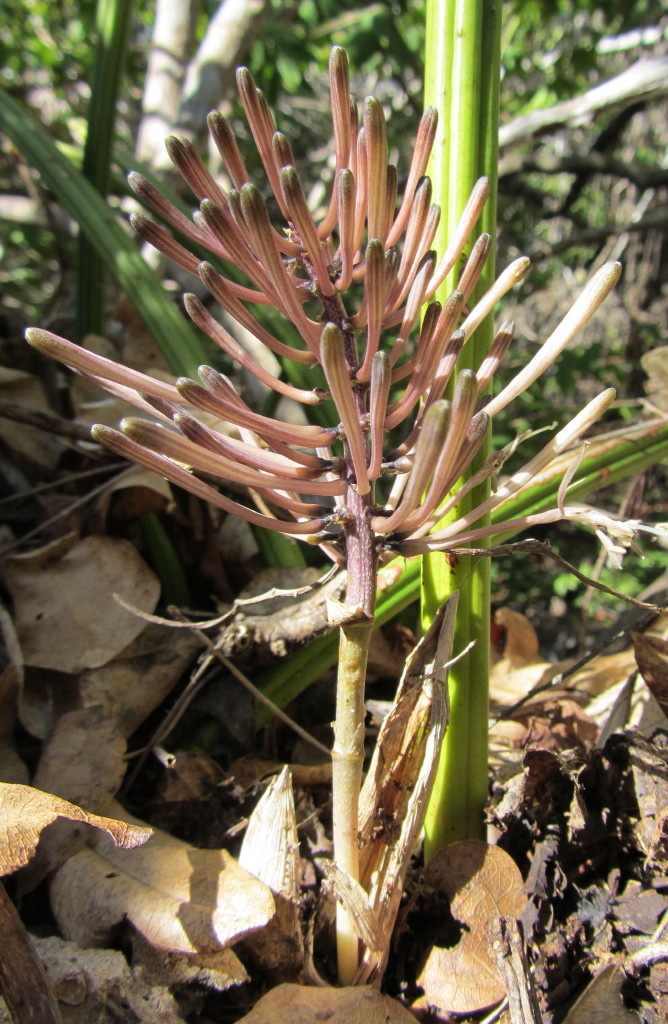
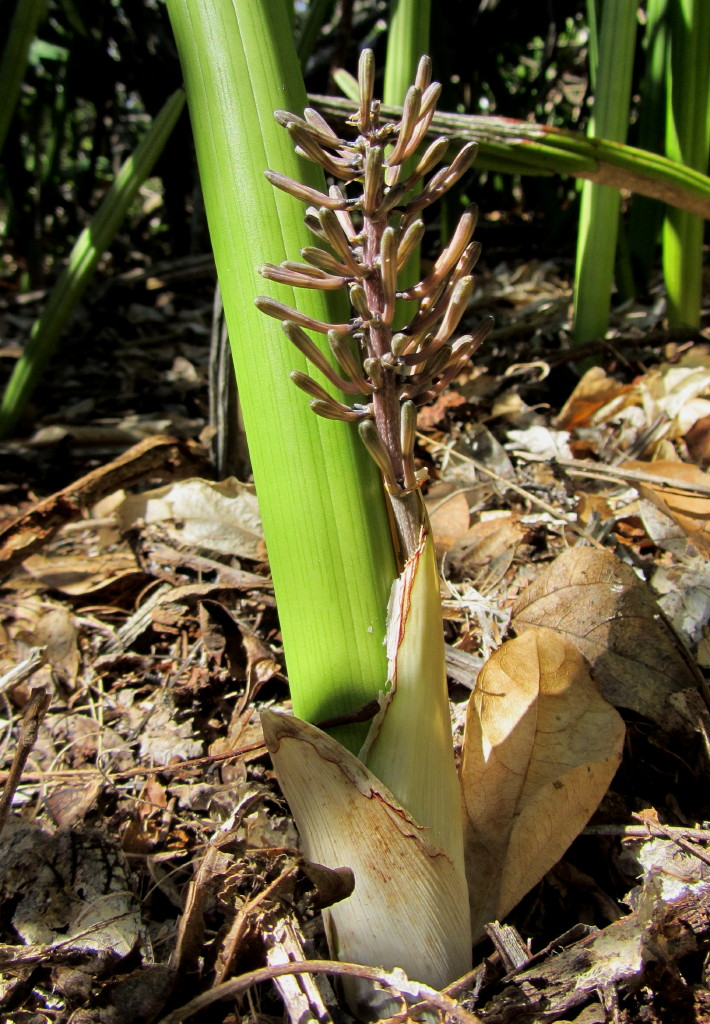
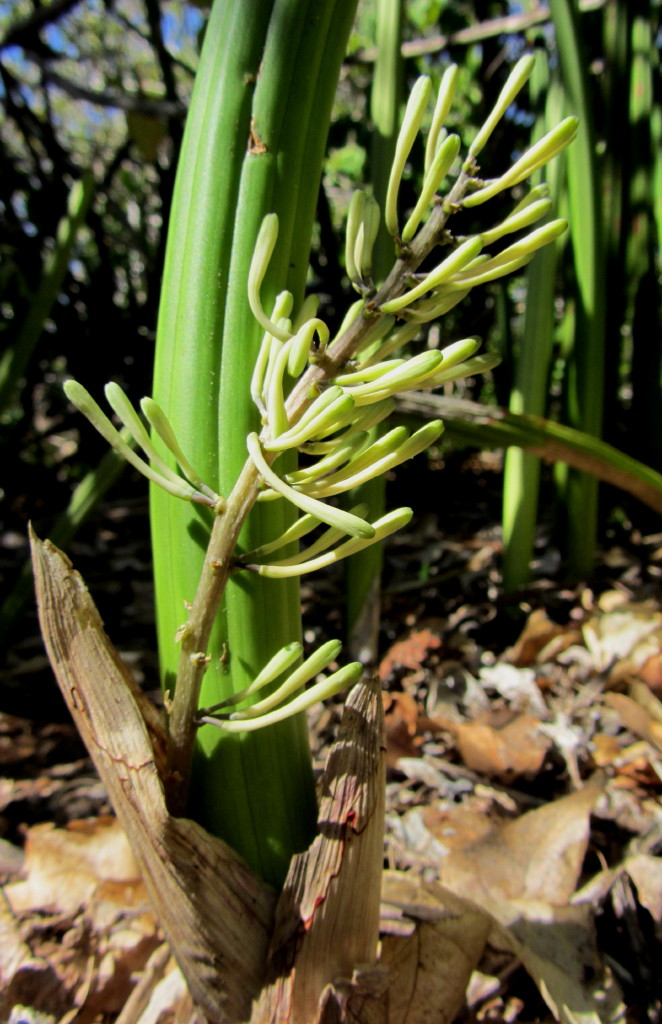